# 中国人民解放军中部战区联合作战指挥中心
中国人民解放军中部战区联合作战指挥中心，位于北京市，隶属中国人民解放军中部战区联合参谋部，是中国人民解放军中部战区的联合作战指挥机构。

## 简介
2015年11月27日，中华人民共和国国防部新闻发言人杨宇军就深化国防和军队改革在健全联合作战指挥体制上有何举措时称，“主要是适应打赢信息化战争、有效履行使命任务的要求，组建战区联合作战指挥机构，健全军委联合作战指挥机构，构建完善精干高效的战略战役指挥体系。”2016年2月1日，中华人民共和国国防部新闻局局长、国防部新闻发言人杨宇军在国防部专题新闻发布会上表示，战区是“本战略方向的唯一最高联合作战指挥机构”。
2016年2月前后，新成立的五个战区分别设立战区联合作战指挥中心。战区联合作战指挥中心是在此前各大军区作战指挥中心的基础上建成，增加了空军、火箭军等军兵种，增设了测绘导航、空域管理等作战要素，调整了指挥席位的设置。
2016年成立后，中部战区出台了《战区联合作战指挥中心值班暂行规定》，中部战区联合作战指挥中心总值班员由中部战区联合参谋部某局局长田桂民兼任。2016年3月，中部战区指挥机关岗位练兵进入阶段性考核验收，来自中部战区机关各军兵种要素的参谋人员分批分期完成命题考核，考核内容包括参谋业务、政治工作、后勤保障等基础专业，还包括联合作战筹划、联合作战指挥、信息分析处理等综合情况处置。2016年5月，中部战区首次通报表彰联合作战优秀参谋人员。2016年，中部战区曾两次组织指挥所研究性演习。